# Jaurès Medvedev
Pour les articles homonymes, voir Medvedev.
Jaurès Aleksandrovitch Medvedev (en russe : Жорес Медведев), né le 14 novembre 1925 à Tbilissi en RSS de Géorgie (Union soviétique) et mort le 15 novembre 2018 à Londres, est un biologiste et ancien dissident soviétique.

## Biographie
Jaurès Medvedev est le frère jumeau de l'historien et dissident Roy Medvedev. Son prénom a été choisi par ses parents en l'honneur de Jean Jaurès. L'orthographe Jores découle donc uniquement d'une adaptation à la graphie cyrillique.
Jaurès Medvedev remettait en cause les thèses biologiques en vogue en URSS dans les années 1940-1960, notamment le lyssenkisme, accusé d'avoir contribué à voiler la réalité scientifique au profit du soutien de l'idéologie stalinienne. Pour étouffer la portée de sa contestation, le régime en place sous Brejnev décida son internement dans un hôpital psychiatrique, après l'avoir accusé de démence. Le 29 mai 1970, Jaurès Medvedev fut placé à l'hôpital psychiatrique de Kalouga, officiellement pour avoir écrit quelques articles sur les violations des droits de l'homme en URSS, parmi lesquels ceux relatifs à la protection du caractère privé de la correspondance. Il fut ensuite libéré mais expulsé du pays et déchu de la nationalité soviétique. Dans ses articles, Jaurès Medvedev affirmait que les membres du KGB pouvaient ouvrir n'importe quelle lettre de n'importe quel citoyen d'URSS.
Jaurès Medvedev révéla en 1976 dans la revue américaine New Scientist qu'une catastrophe nucléaire était survenue dans le sud de l'Oural près d'une vingtaine d'années plus tôt. Cet événement est connu depuis comme la catastrophe nucléaire de Kychtym. Elle se produisit près de Tcheliabinsk en septembre 1957, et reste avec celle de Tchernobyl et celle de Fukushima l'une des trois plus graves catastrophes nucléaires jamais connues. Trois ans plus tard, il publia un livre sur le sujet : Nuclear disaster in the Urals
.

## Publications
- Andropov au pouvoir  (trad. Anne Beaupré), Paris, Flammarion, coll. « Champs », 1983, 254 p. (ISBN 978-2-08-081127-1)
- Dix ans dans la vie de Soljenitsyne  (trad. Pierre Le Gall), Paris, Grasset, 1974, 300 p. (ISBN 2-246-00096-3)
- Jaurès Medvedev et Roy Medvedev, Un cas de folie : Comment en 1970 se débarrasser en URSS d'un intellectuel encombrant, ou : les avatars du KGB et de la psychiatrie soviétique, Julliard, 1972
- Grandeur et Chute de Lyssenko  (trad. Pierre Martory (de l'anglais), Michael Lerner (du manuscrit original russe), préf. Jacques Monod), Paris, Gallimard, 1971, 320 p. (ISBN 2-07-027776-3)